# Women’s Health
Women's Health, publicada pela Rodale em Emmaus, Pennsylvania, é uma revista com foco em saúde, nutrição, fitness, sexo e estilo de vida. Ela é publicada 10 vezes por ano nos Estados Unidos e tem uma circulação de 1,5 milhões de leitores. A revista tem 13 edições internacionais, abrangendo 25 países e atingindo mais de 8 milhões de leitores em todo o mundo.
A revista apresenta várias seções diferentes, como fitness, sexo e amor, comida, perda de peso, Eat This !, saúde, beleza e estilo.
A revista permite as mulheres uma abordagem organizada para manter suas vidas no caminho certo e se manter saudável. A secção de ginástica mostra como fazer exercícios com movimentos detalhados para que o leitor pode replicar as atividades de forma eficaz. A seção de fitness também abrange temas como a prevenção de lesões, começando com fitness, cardio, tonificação e dicas sazonais para trabalhar-out em determinadas condições. A seção Sex & Love abrange temas incluindo o conselho do relacionamento, dicas para melhorar o sexo e uma variedade de tópicos sobre a saúde das mulheres. A seção do alimento se concentra em temas como metabolismo, alimentos orgânicos, receitas, maneiras de aumentar a energia e muito mais. Perda de peso olha para uma ampla variedade de tópicos que incidem sobre qualquer coisa de comida para o trabalho-outs para dormir, em relação à perda de peso. A Eat This! seção, que ensina os leitores maneiras de substituir as suas refeições atuais de alternativas saudáveis, é baseado em Rodale Inc. de Eat This, Not That série de livros. Este tópico analisa os ingredientes e valores nutricionais, para que os consumidores possam fazer escolhas alimentares saudáveis tempo. A secção de Saúde abrange temas como resfriados sazonais, a saúde do coração das mulheres, alimentos que beneficiam a sua saúde, dicas impulsionar energia, distúrbios alimentares e muito mais. A seção Beleza abrange temas como a saúde da pele, penteados, dicas de maquiagem e produtos de beleza a preços acessíveis.
Women's Health escolhe uma celebridade a cada mês que transpira o estilo de vida de uma mulher saudável, ativa. Modelos de capa da Women's Health anteriores incluem: Elisha Cuthbert, Ashley Greene, Anna Kournikova, Michelle Monaghan, Zoe Saldana e Elizabeth Banks.